# Peter Cattaneo
Peter Cattaneo (ur. 1 lipca 1964 w Londynie) – brytyjski reżyser filmowy. Najbardziej znany z nominowanej do Oscara komedii Goło i wesoło (1997). Wcześniej nominację uzyskał za swój krótkometrażowy film Dear Rosie (1991).

## Wybrana filmografia

### Reżyser
- 1991: Dear Rosie - krótkometrażowy
- 1995: Loved Up - telewizyjny
- 1997: Goło i wesoło (The Full Monty)
- 2001: Szczęśliwa zgrywa (Lucky Break)
- 2006: Opalowe marzenie (Opal Dream)
- 2008: Rocker (The Rocker)[1][2]